# DeAngelo Hall
(en) Statistiques sur pro-football-reference
DeAngelo Eugene Hall, né le 19 novembre 1983 à Chesapeake en Virginie, est un joueur américain de football américain évoluant au poste de cornerback.

## Biographie
Particulièrement doué, il pratique au lycée le football américain, le basket-ball et l'athlétisme (sprint, saut en longueur). Au football américain, il joue à la fois running back et cornerback.
Étudiant à la Virginia Polytechnic Institute and State University, il joue pour les Virginia Tech Hokies aux côtés du linebacker James Anderson qu'il connaît depuis le lycée.
Il est drafté en 2004 à la 8e place (premier tour) par les Falcons d'Atlanta. Il est alors l'un des plus jeunes de la draft.
Après les Falcons d'Atlanta (2004-2007), il joue une saison aux Raiders d'Oakland (2008) avant de partir aux Redskins de Washington (depuis 2009).
Il est sélectionné trois fois au Pro Bowl (2005, 2006 et 2010), étant élu meilleur joueur de cette dernière édition.